# Liste der Baudenkmäler in Schiltberg
Auf dieser Seite sind die Baudenkmäler in der schwäbischen Gemeinde Schiltberg zusammengestellt. Diese Tabelle ist eine Teilliste der Liste der Baudenkmäler in Bayern. Grundlage ist die Bayerische Denkmalliste, die auf Basis des Bayerischen Denkmalschutzgesetzes vom 1. Oktober 1973 erstmals erstellt wurde und seither durch das Bayerische Landesamt für Denkmalpflege geführt wird. Die folgenden Angaben ersetzen nicht die rechtsverbindliche Auskunft der Denkmalschutzbehörde.
 Die Liste gibt den Fortschreibungsstand vom 3. Juli 2018 wieder und umfasst fünfzehn Baudenkmäler.

## Baudenkmäler nach Ortsteilen

### Schiltberg
| Lage                                              | Objekt                                      | Beschreibung                                                                                             | Akten-Nr.    | Bild           |
| ------------------------------------------------- | ------------------------------------------- | --- | ------------ | -------------- |
| Hofbergstraße 2; Nähe Obere Ortsstraße (Standort) | Katholische Pfarrkirche St. Maria Magdalena | Flachgedeckter Saalbau mit eingezogenem Chor, 1773, Turm mittelalterlich mit Spitzhelm; mit Ausstattung. | D-7-71-162-1 | weitere Bilder |

### Allenberg
| Lage                           | Objekt                          | Beschreibung                                                      | Akten-Nr.    | Bild |
| ------------------------------ | ------------------------------- | ----------------------------------------------------------------- | ------------ | ---- |
| Freisinger Straße 2 (Standort) | Katholische Muttergotteskapelle | Schlichter Rechteckbau mit Dachreiter, 1851 ff.; mit Ausstattung. | D-7-71-162-3 | BW   |

### Aufhausen
| Lage                             | Objekt                                     | Beschreibung                                                                | Akten-Nr.    | Bild                                       |
| -------------------------------- | ------------------------------------------ | --------------------------------------------------------------------------- | ------------ | ------------------------------------------ |
| Thalhauser Straße 3 (Standort)   | Katholische Pfarrkirche St. Johann Baptist | Mit eingezogenem Chor und Satteldachturm, 17. Jahrhundert; mit Ausstattung. | D-7-71-162-4 | Katholische Pfarrkirche St. Johann Baptist |
| Thalhauser Straße 3 a (Standort) | Ehemaliger Pfarrstadel                     | Ziegelbau mit Krüppelwalmdach, Anfang 19. Jahrhundert.                      | D-7-71-162-5 | BW                                         |

### Gundertshausen
| Lage                        | Objekt                             | Beschreibung | Akten-Nr.     | Bild |
| --------------------------- | ---------------------------------- | --- | ------------- | ---- |
| Kapellenberg 1 (Standort)   | Katholische Kapelle St. Laurentius | Kleiner Rechteckbau mit Dachreiter, 17./18. Jahrhundert.                                                                    | D-7-71-162-6  | BW   |
| Weilachstraße 11 (Standort) | Zweiseithof                        | Wohnhaus, zweigeschossiger Satteldachbau mit symmetrischer Traufansicht, 1928; zugehöriges Wirtschaftsgebäude gleichzeitig. | D-7-71-162-18 | BW   |

### Höfarten
| Lage                                                   | Objekt   | Beschreibung                                               | Akten-Nr.    | Bild     |
| ------------------------------------------------------ | -------- | ---------------------------------------------------------- | ------------ | -------- |
| Gundertshausener Straße (neben der Kapelle) (Standort) | Wegkreuz | Ende 19. Jahrhundert.                                      | D-7-71-162-8 | Wegkreuz |
| Gundertshausener Straße 3 (Standort)                   | Kapelle  | Kleiner Rechteckbau mit Dachreiter, 1884; mit Ausstattung. | D-7-71-162-7 | Kapelle  |

### Kemnat
| Lage                                          | Objekt                    | Beschreibung                            | Akten-Nr.    | Bild |
| --------------------------------------------- | ------------------------- | --------------------------------------- | ------------ | ---- |
| Seefeld, am nördlichen Ortsausgang (Standort) | Katholische Marienkapelle | Schlichter Bau mit Dachreiter, um 1830. | D-7-71-162-9 | BW   |

### Metzenried
| Lage                     | Objekt                               | Beschreibung | Akten-Nr.     | Bild                                 |
| ------------------------ | ------------------------------------ | --- | ------------- | ------------------------------------ |
| In Metzenried (Standort) | Katholische Filialkirche St. Stephan | Flachgedeckter Saalbau mit dreiseitig geschlossenem Chor, Langhaus wohl 14. Jahrhundert, Chor und Turm vermutlich Anfang 16. Jahrhundert; mit Ausstattung; Friedhofsummauerung. | D-7-71-162-10 | Katholische Filialkirche St. Stephan |

### Rapperzell
| Lage                       | Objekt                              | Beschreibung | Akten-Nr.     | Bild                                |
| -------------------------- | ----------------------------------- | --- | ------------- | ----------------------------------- |
| Markusstraße 12 (Standort) | Katholische Filialkirche St. Markus | Flachgedeckter Saalbau mit dreiseitigem Schluss und Dachreiter, wohl 15. Jahrhundert, um 1720/30 verändert; mit Ausstattung. | D-7-71-162-11 | Katholische Filialkirche St. Markus |
| Schloßstraße 5 (Standort)  | Schloss                             | zweigeschossiger Satteldachbau mit geschweiftem Giebel und zwei Aufzugsluken, 1690–98                                        | D-7-71-162-12 | weitere Bilder                      |

### Ruppertszell
| Lage                                           | Objekt                              | Beschreibung                                                                                   | Akten-Nr.     | Bild |
| ---------------------------------------------- | ----------------------------------- | ---------------------------------------------------------------------------------------------- | ------------- | --- |
| Birglbacher Straße 4 (Standort)                | Pfarrhaus                           | Zweigeschossiger Walmdachbau mit Segmentbogenfenstern und neugotischer Holztüre, 1856.         | D-7-71-162-14 | BW |
| St.-Michael-Straße (vor der Kirche) (Standort) | Kriegerdenkmal                      | Um 1920.                                                                                       | D-7-71-162-15 | [[Vorlage:Bilderwunsch/code!/C:48.463659,11.280296!/D:St.-Michael-Straße (vor der Kirche), Kriegerdenkmal!/\|BW]] |
| St.-Michael-Straße 12 (Standort)               | Katholische Pfarrkirche St. Michael | Im Kern 12./13. Jahrhundert, um 1470 und 1834 erweitert; mit Ausstattung; Friedhofsummauerung. | D-7-71-162-13 | BW |

## Abgegangene Baudenkmäler
In diesem Abschnitt sind Objekte aufgeführt, die früher einmal in der Denkmalliste eingetragen waren, jetzt aber nicht mehr existieren, z. B. weil sie abgebrochen wurden. Aktennummern in diesem Abschnitt sind ehemalige, jetzt nicht mehr gültige Aktennummern.

| Lage                             | Objekt     | Beschreibung                                                                             | Akten-Nr.     | Bild       |
| -------------------------------- | ---------- | ---------------------------------------------------------------------------------------- | ------------- | ---------- |
| Schiltberg Bsuchweg 2 (Standort) | Bauernhaus | Erdgeschossiger Wohnstallbau mit Satteldach, um 1910; zwischen 2012 und 2015 abgebrochen | D-7-71-162-16 | Bauernhaus |